# Ostre koło

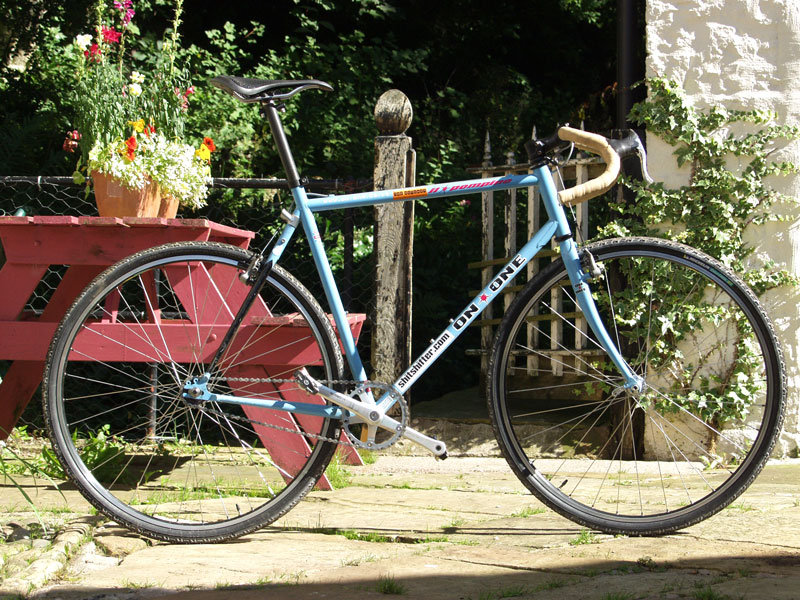
Rower z zastosowaniem ostrego koła.

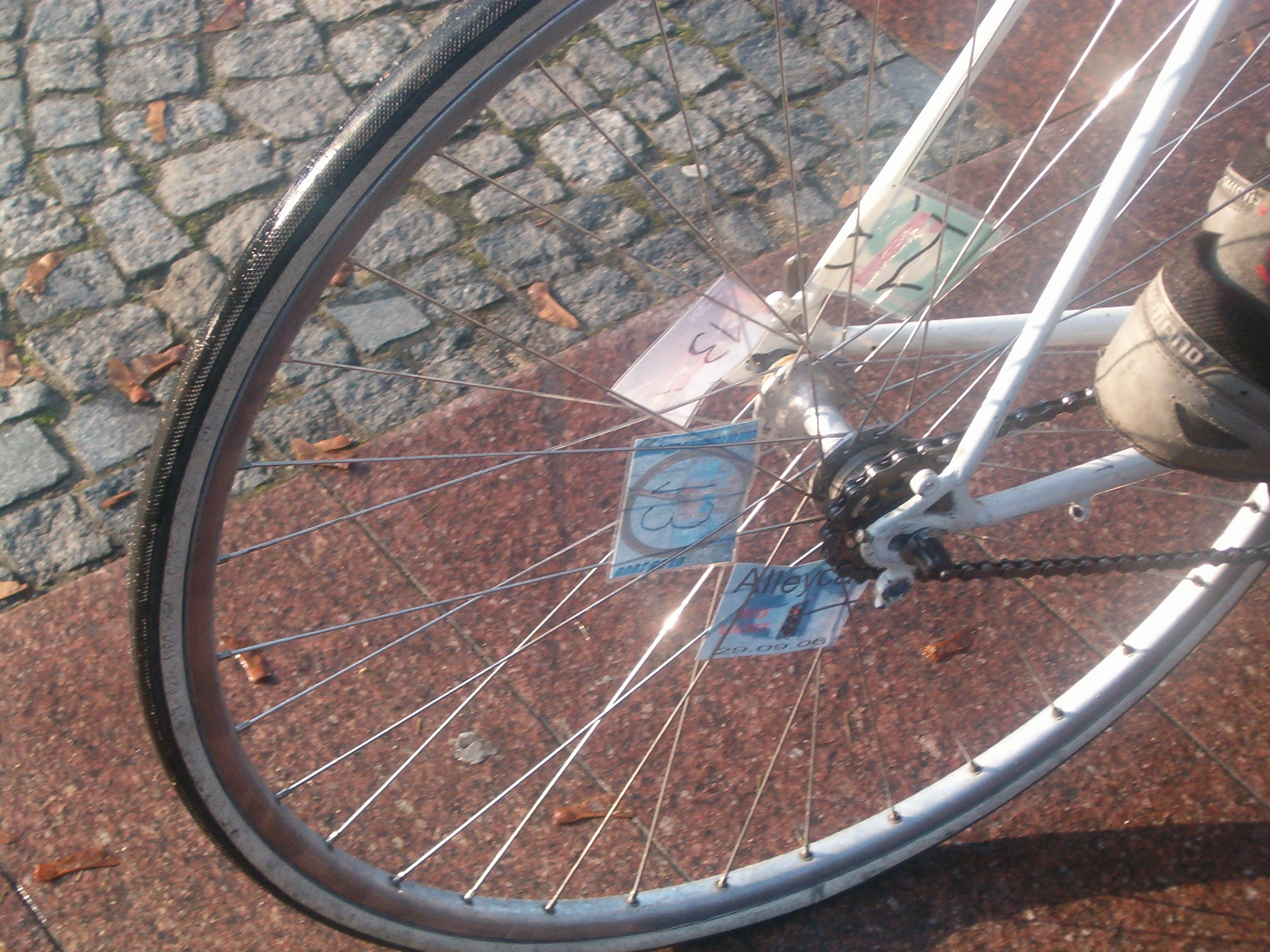
Tylne koło w ostrym kole ze szprychówkami.

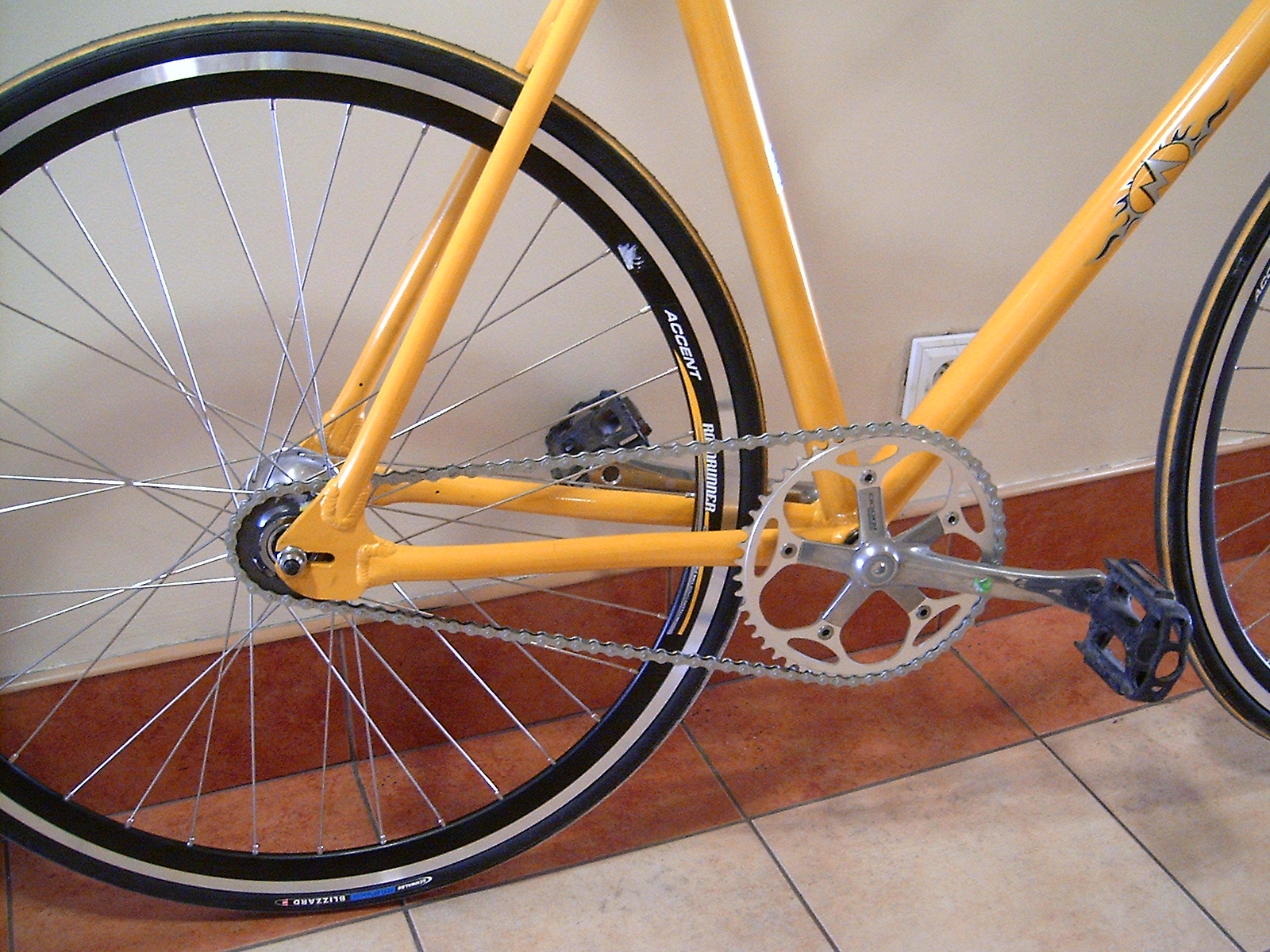
Mechanizm ostrego koła, tylna piasta torowa firmy Miche

Ostre koło – popularna nazwa bezpośredniego przeniesienia napędu stosowanego w pierwszych rowerach lub roweru z takim rodzajem napędu. Ostre koło jest stosowane w rowerach torowych i akrobacyjnych. Ze względu na niską wagę i niezawodność rozwiązanie jest popularne również wśród kurierów rowerowych.
Rower z ostrym kołem nie ma wolnobiegu, piasta tylnego koła jest połączona na sztywno z kołem łańcuchowym, a dalej poprzez łańcuch z korbami. Rower na ostrym kole ma zwykle tylko jedno przełożenie (jedno koło łańcuchowe na korbie, jedno koło łańcuchowe na tylnej piaście). W rezultacie gdy obraca się tylne koło, ma to bezpośrednie przełożenie na obrót pedałów, nie jest możliwa jazda bez pedałowania np. z górki, tak jak na rowerach z wolnobiegiem, ale można jechać do tyłu albo stać bez podparcia nogą (tzw. stójka).
Ostre koło można uzyskać poprzez nakręcenie koła łańcuchowego na tylną piastę na wolnobieg lub piastę torową która ma dodatkową kontrę na lewy gwint zapobiegającą odkręceniu koła łańcuchowego.

## Zastosowanie
Ostre koło jest stosowane, oprócz kolarstwa torowego, do zimowego treningu kolarzy szosowych w celu wyrobienia nawyku ciągłego pedałowania oraz przyzwyczajenia do jazdy na ciągłym obciążeniu (brak możliwości redukcji biegu).
Akrobaci wykorzystują także ostre koło do różnych ewolucji, m.in. stójki, jazdy do tyłu, kręcenia się na tylnym kole.
Także w kulturze kurierów rowerowych ten typ pojazdu jest popularny (zwłaszcza zimą), ze względu na jego lekkość, niezawodność, względnie niski koszt.